# Phonak Cycling Team
Phonak Hearing Systems (Kod UCI: PHO) – szwajcarska profesjonalna grupa kolarska, założona w 2000 i rozwiązana w 2006. W latach 2005–2006 występowała w najwyższej dywizji UCI ProTeams.

## Ostatni skład
Stan na styczeń 2006
| Skład drużyny 2006             | Skład drużyny 2006   | Skład drużyny 2006 | Skład drużyny 2006                                   |
| Imię i nazwisko                | Data urodzenia       | Państwo            | Poprzednia grupa                                     |
| ------------------------------ | -------------------- | ------------------ | ---------------------------------------------------- |
| Santiago Botero                | 27 października 1972 | Kolumbia           | T-Mobile (2004)                                      |
| Aurélien Clerc                 | 26 sierpnia 1979     | Szwajcaria         | Quick Step-Davitamon (2004)                          |
| Martin Elmiger                 | 23 września 1978     | Szwajcaria         | Post Swiss Team (2001)                               |
| Luis Fernández Oliveira        | 19 stycznia 1980     | Hiszpania          |                                                      |
| Bert Grabsch                   | 19 czerwca 1975      | Niemcy             | Team Cologne (2000)                                  |
| Fabrizio Guidi                 | 13 kwietnia 1972     | Włochy             | CSC (2005)                                           |
| José Enrique Gutiérrez         | 18 czerwca 1974      | Hiszpania          | Kelme-Costa Blanca (2003)                            |
| José Ignacio Gutiérrez         | 1 grudnia 1977       | Hiszpania          | Kelme-Costa Blanca (2003)                            |
| Ryder Hesjedal                 | 9 grudnia 1980       | Kanada             | Discovery Channel (2005)                             |
| Robert Hunter                  | 22 kwietnia 1977     | Południowa Afryka  | Rabobank (2004)                                      |
| Nicolas Jalabert               | 13 kwietnia 1973     | Francja            | CSC (2003)                                           |
| Floyd Landis (1 sty–31 sie)    | 14 października 1975 | Stany Zjednoczone  | US Postal Service-Berry Floor (2004)                 |
| Miguel Ángel Martín Perdiguero | 14 października 1972 | Hiszpania          | Phonak Hearing Systems (2005)                        |
| Jonathan Patrick McCarty       | 24 stycznia 1982     | Stany Zjednoczone  | Discovery Channel (2005)                             |
| Axel Merckx                    | 8 sierpnia 1972      | Belgia             | Davitamon-Lotto (2005)                               |
| Koos Moerenhout                | 5 listopada 1973     | Holandia           | Davitamon-Lotto (2005)                               |
| Alexandre Moos                 | 22 grudnia 1972      | Szwajcaria         | Festina-Lotus (1999)                                 |
| Steve Morabito                 | 30 stycznia 1983     | Szwajcaria         | Velo Club Mendrisio (2005)                           |
| Uroš Murn                      | 9 lutego 1975        | Słowenia           | Formaggi Pinzolo Fiavè-Ciarrocchi Immobiliare (2003) |
| Víctor Hugo Peña               | 10 lipca 1974        | Kolumbia           | US Postal Service-Berry Floor (2004)                 |
| Grégory Rast                   | 17 stycznia 1980     | Szwajcaria         | Post Swiss Team (2001)                               |
| Florian Stalder                | 13 września 1982     | Szwajcaria         | Ed System-ZVVZ (2005)                                |
| Johann Tschopp                 | 1 lipca 1982         | Szwajcaria         |                                                      |
| Sascha Urweider                | 18 września 1980     | Szwajcaria         |                                                      |
| David Vitoria                  | 15 października 1984 | Szwajcaria         | Velo Club Mendrisio (2005)                           |
| Steve Zampieri                 | 4 czerwca 1977       | Szwajcaria         | Vini Caldirola-Nobili Rubinetterie (2004)            |
| Michael Schär (1 sie–31 gru)   | 29 września 1986     | Szwajcaria         |                                                      |
|                                |                      |                    |                                                      |
| Źródło: UCI                    |                      |                    |                                                      |